# Juda Galilejac
Juda Galilejac (početak 1. stoljeća) bio je vođa židovskoga ustanka protiv Rimskoga Carstva, koji je 6. godine izbio potaknut Kvirinijevim popisom stanovništva. Sin je Ezekije, kojega je nekoć ubio Herod.
Prema Flaviju Josipu, Judi je u ustanku pomagao farizej po imenu Zadok, a njih dvojica su se borili za rušenje kako rimske, tako i tadašnje židovske svjetovne vlasti, odnosno pretvaranje Judeje u teokratsku državu kojoj bi jedini gospodar bio Bog, a nikakvi porezi se više ne bi plaćali Rimu. Taj pokret je kasnije postao poznat kao zeloti. Sam ustanak je, pak, okrutno ugušen od strane Rimljana.
Što se dogodilo s Judom, Flavije Josip ne spominje, iako se kasnije navodi kako su njegovi sinovi Jakov i Simon godine 46. pogubljeni od Tiberija Julija Aleksandra.
Juda se kasnije spominje u Djelima Apostolskim kao primjer lažnoga Mesije: 